# François Vatable

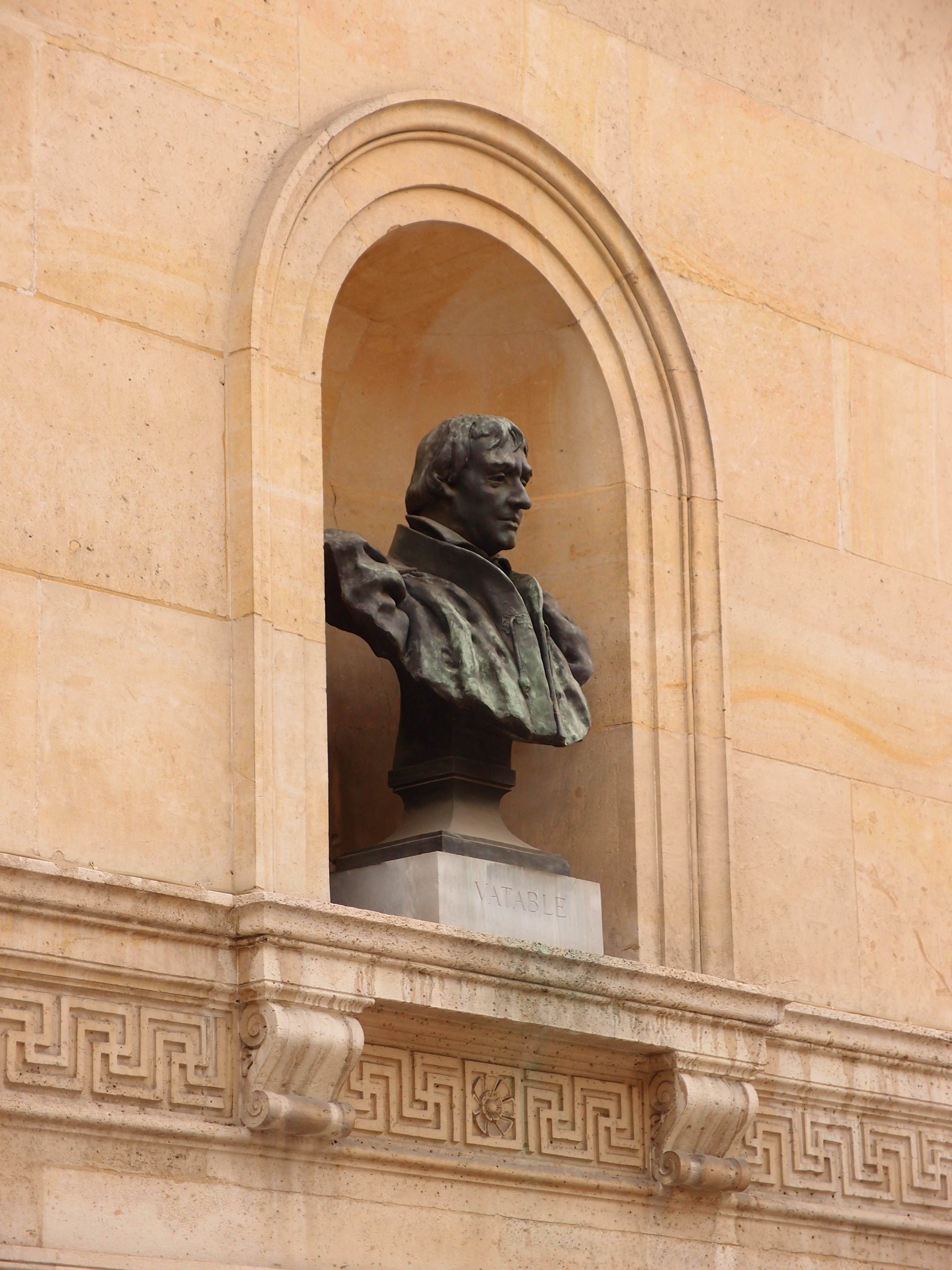
Büste von François Vatable, Collège de France, Paris

François Vatable, genannt Watebled (latinisiert auch Franciscus Vatablus, * um 1495 in der Picardie; † 16. März 1547 in Paris) war ein französischer Gräzist und Hebraist.

## Leben
François Vatable studierte zunächst Griechisch und Hebräisch in Paris und Avignon.
Ab 1516 wirkte er als Mitarbeiter von Faber Stapulensis in Paris und Meaux. Er edierte Texte antiker Philosophen, unter anderem die naturphilosophischen Schriften des Aristoteles. Vatable lehrte ab 1530 am neu gegründeten Collège de France und galt als einer der besten Hebräischkenner seiner Zeit. Seine Übersetzungen und Kommentare wurden aufgrund von Mitschriften seiner Studenten veröffentlicht. Eine unter seinem Namen veröffentlichte Bibelübersetzung des Reformators und Bibelübersetzers Leo Jud, in die der Verleger Robert Estienne unter anderem Anmerkungen von David Kimchi eingefügt hatte, wurde wegen protestantischer Tendenzen verurteilt und von Vatable selbst nicht anerkannt. Der Name Vatable wurde hierbei benutzt, um die Druckerlaubnis der Sorbonne zu erhalten. 1547 wurde dieses Werk dennoch indiziert. Nach einer Revision des Werkes durch die Inquisition konnte immerhin die spanische Ausgabe erscheinen.